# Тетерук колорадський
Тетерук колорадський (Centrocercus minimus) — вид куроподібних птахів родини фазанових. Ендемік США.

## Поширення
Вид приурочений до басейну Ганнісон в округах Ганнісон і Сагуаш на південному заході Колорадо, з невеликими фрагментованими популяціями в Колорадо та однією на південному сході Юти на заході США. Історично він, імовірно, трапляється також в Аризоні, Оклахомі та Нью-Мексико, але після інтенсивної втрати середовища проживання через інтенсивне землекористування та полювання він тепер обмежений лише 8% свого початкового ареалу. 85-90% популяції трапляється в одному місці в басейні Ганнісон, а ще сім невеликих популяцій знаходяться неподалік.
Оцінки розміру популяції різняться для цього виду, коливаючись від приблизно 3300 статевозрілих особин (Young et al. 2020) до 8400 статевозрілих особин (Partners in Flight 2019).
Вид мешкає в місцях зростання полину, які природно сильно фрагментовані лісистими горами та річковими системами. У міжгірському басейні на висоті 2300 м птаху потрібні різні суміжні середовища існування залежно від сезону, віку та статі. Вид повністю залежить від полину (Artemisia spp.) для сезонного укриття та збирання корму взимку, але він також використовує ділянки, де полин зустрічається разом із більш листяними чагарниками, наприклад Quercus spp., Amelanchier spp., Prunus spp. тощо. Ділянки для розмноження мають низьку рослинність з рідкісними чагарниками, і часто оточені великими рослинними угрупованнями з домінуванням полину, необхідними для гніздування. Взимку вид приурочений до водотоків на південних або західних схилах і вершинах хребтів, де малоймовірний глибокий сніг.

## Опис
Вид трохи менший за тетерука гострохвостого (Centrocercus urophasianus). Самці мають розміри від 44 до 51 см, тоді як самиці коливаються від 32 до 38 сантиметрів. Тіло цього виду вкрите коричневим і сірим пір’ям. Птахи мають чорну верхню частину шиї та горло, розділене білою V-подібною лінією. Має великий білий «комір». Пір'я хвоста біле з чорними смугами, жорстке та загострене.